# Geraldo Pinho Alves Filho
Geraldo Pinho Alves Filho (Paulista, 26 de novembro de 1960) é um advogado e político brasileiro. Foi deputado estadual de Pernambuco entre 1987 e 1990, eleito com 29.088 votos.